# Daliranit
Daliranit ist ein sehr selten vorkommendes Mineral aus der Mineralklasse der „Sulfide und Sulfosalze“ mit der chemischen Zusammensetzung PbHgAs2S6, besteht also aus Blei, Quecksilber, Arsen und Schwefel im Verhältnis 1:1:2:6. Strukturell gehört das Mineral zu den Sulfosalzen.
Daliranit kristallisiert im monoklinen Kristallsystem und fand sich bisher nur in Form von „Nestern“ aus faserigen Kristallnadeln von weniger als zwei Millimetern Länge. Die durchsichtigen und kräftig orangeroten Kristalle weisen auf den Oberflächen einen diamantähnlichen Glanz auf, erscheinen unter dem Auflichtmikroskop jedoch grau.

## Etymologie und Geschichte
Daliranit wurde 2001 durch die Mineralogin Farahnaz Daliran entdeckt, die zu dieser Zeit für das Karlsruher Institut für Technologie arbeitete. Bei der Begehung der „Zareh Shuran Mine“ nahe Takab in der iranischen Provinz West-Aserbaidschan sammelte sie einige der auffällig orangerot gefärbten Mineralproben. Ein internationales Forscherteam um Werner Paar von der Universität Salzburg analysierte die Mineralproben in Kooperation mit Daliran und konnte bestätigen, dass es sich um eine bisher unbekannte Mineralart handelt.
Das Mineral wurde von der 2007 von der International Mineralogical Association (IMA) anerkannt und ist nach dessen Entdeckerin benannt, um ihre Verdienste um die deutsch-iranische Zusammenarbeit in der Rohstoffforschung zu ehren.
Das Co-Typmaterial des Minerals wird im Mineralogischen Museum der Universität Salzburg (Institut für Werkstofftechnik und Physik) in Österreich (Katalognummer 14947 und 14948) und im South Australian Museum in Adelaide (Katalognummer G29976) aufbewahrt. Dem Typmineral-Katalog der IMA zufolge soll sich weiteres Typmaterial auch im Natural History Museum (NHM) in London, im Universalmuseum Joanneum in Graz (Steiermark), im Institut für Geologische Wissenschaften der Martin-Luther-Universität Halle-Wittenberg (MLU) in Halle an der Saale und im Musée de Minéralogie der Mines ParisTech (auch École Nationale Supérieure des Mines; ENSM) in Paris (Katalognummer 78986) befinden.

## Klassifikation
Da der Daliranit erst 2007 als eigenständiges Mineral anerkannt wurde, ist er in der veralteten Systematik der Minerale nach Strunz (8. Auflage) noch nicht aufgeführt.
In der zuletzt 2018 überarbeiteten Lapis-Systematik nach Stefan Weiß, die formal auf der alten Systematik von Karl Hugo Strunz in der 8. Auflage basiert, erhielt das Mineral die System- und Mineralnummer II/E.33-011. Dies entspricht der Klasse der „Sulfide und Sulfosalze“ und dort der Abteilung „Sulfosalze (S : As,Sb,Bi = x)“, wo Daliranit zusammen mit Berryit, Eclarit, Giessenit, Izoklakeit, Kobellit, Marrucciit, Nuffieldit, Rouxelit und Tintinait eine unbenannte Gruppe mit der Systemnummer II/E.33 bildet.
Die von der International Mineralogical Association (IMA) zuletzt 2009 aktualisierte 9. Auflage der Strunz’schen Mineralsystematik ordnet den Daliranit in die neu definierte Abteilung „Sulfarsenide, Sulfantimonide, Sulfbismutide“ mit der Systemnummer 2.G ein. Eine weitere Einordnung in eine bestimmte Unterabteilung und Gruppe verwandter Minerale wurde bei Daliranit noch nicht vorgenommen.
In der vorwiegend im englischen Sprachraum gebräuchlichen Systematik der Minerale nach Dana hat Daliranit die System- und Mineralnummer 03.04.10.03. Das entspricht ebenfalls der Klasse der „Sulfide und Sulfosalze“ und dort der Abteilung „Sulfosalze“. Hier findet er sich innerhalb der Unterabteilung „Sulfosalze mit dem Verhältnis 3 > z/y und der Zusammensetzung (A+)i (A2+)j [ByCz], A = Metalle, B = Halbmetalle, C = Nichtmetalle“ in einer unbenannten Gruppe mit der Systemnummer 03.04.10, in der auch Christit und Laffittit eingeordnet sind.
Die von der Mineraldatenbank „Mindat.org“ weitergeführte Strunz-Klassifikation in der 9. Auflage (auch Strunz-mindat) ordnet den Daliranit dagegen in die Abteilung der „Sulfosalze mit PbS als Vorbild“ (englisch Sulfosalts of PbS archetype), genauer in die Unterabteilung „Galenit-Derivate mit Blei (Pb)“ (englisch Galena derivatives, with Pb), wo er als einziges Mitglied eine neue und unbenannte Gruppe mit der Systemnummer 2.JB.70 bildet (vergleiche dazu auch gleichnamige Unterabteilung in der Klassifikation nach Strunz (9. Auflage)).

## Kristallstruktur
Daliranit kristallisiert in monokliner Symmetrie. Die Raumgruppe ist allerdings bisher nicht näher bestimmt worden und wird mit P2 (Nr. 3), Pm (Nr. 6) oder P2/m (Nr. 10) angegeben. Die ermittelten Gitterparameter sind a = 19,113(5) Å; b = 4,233(2) Å; c = 22,958(8) Å und β = 114,78(5)° bei 8 Formeleinheiten pro Elementarzelle.

## Bildung und Fundorte
Daliranit bildet sich hydrothermal, scheint allerdings erst in einer späten Phase abgeschieden zu werden, da er praktisch immer in Form von Überkrustungen auf den zuvor gebildeten Mineralen Auripigment und Quarz zu finden ist. In seltenen Fällen ist er auch mit Alkhait, Hutchinsonit und Cinnabarit (Zinnober) vergesellschaftet.
Daliranit konnte bisher (Stand 2024) nur an seiner Typlokalität, der Zareh Shuran Mine im Iran, und in der sogenannten „Knappenstube“ im Franz-Xaver Stollen (Martini Unterbau) etwa 2,5 km nördlich von Irschen im österreichischen Bundesland Kärnten entdeckt werden.

## Verwendung
Aufgrund seiner extremen Seltenheit wird natürlich vorkommender Daliranit als Rohstoff keine Verwendung finden. Da das Sulfosalz jedoch ein exzellenter Halbleiter ist, könnte künftig synthetisch hergestellter Daliranit in Solarzellen eingesetzt werden.